# Алберт II фон Брауншвайг-Волфенбютел
Алберт II фон Брауншвайг-Волфенбютел (на немски: Albert II (Albrecht) von Braunschweig-Wolfenbüttel; * ок. 1359/1360, † 14 април 1395, Ферден) от фамилията Велфи (Стар Дом Брауншвайг), е архиепископ на Бремен през 1361 – 1395 г.

## Живот
Той е вторият син на херцог Магнус I фон Брауншвайг-Волфенбютел (1304 – 1369) и съпругата му София фон Бранденбург (1300 – 1356). Брат е на Магнус II и Лудвиг I. По майчина линия е роднина на император Лудвиг Баварски.
Алберт първо е домхер в Магдебург и пропст на „Св. Паул“ в Халберщат. През 1361 г. е избран за архиепископ на Бремен. Той живее разточително и залага църковните собствености.